# 포트잭슨만
포트잭슨만(영어: Port Jackson)은 오스트레일리아 뉴사우스웨일스주 시드니에 있는 리아스식 해안이자 자연항만이다. 시드니항 해역, 미들하버만, 노스하버만, 레인코브강과 패러매타강 수역으로 나눠진다. 포트잭슨만은 남태평양 태즈먼해의 만 입구이다. 포트잭슨만의 대표적인 명소로 시드니 오페라 하우스와 시드니 하버 브리지가 있다. 포트잭슨만은 오스트레일리아 본토에서 유럽인의 최초 정착지이자 식민지였으며 시드니의 역사와 발전에 중요한 역할을 했다.
식민지 초기 포트잭스만은 시드니와 그 주변지역을 통틀어 일컫는 말이기도 했다. 따라서 로버트 브라운과 같은 많은 식물학자들은 시드니에서 채취한 식물 표본을 그냥 "포트잭슨만의 표본"이라 부르기도 했다.
시드니 새해 전야제와 같은 여러 문화, 레저 행사가 포트잭슨만 인근이나 시드니항에서 열린다. 또한 1,170 km 길이의 요트 경주인 시드니-호바트 요트 경주의 출발지이다.
포트잭슨만 해역의 수로는 뉴사우스웨일스 교통부가 관리한다. 또한 포트잭슨만 인근 지역은 시드니항 국립공원으로 지정되어 여러 섬, 해안, 수영장, 트래킹 길, 피크닉 구역 등을 보호하고 있다. 포트잭슨만은 해양과 하구 생물의 생물 다양성 핫스팟 중 하나이다.

## 역사
유럽인이 도착해 식민화되었을 당시 포트잭슨만 주변에는 가디갈, 캄메라이갈, 완갈 등 유어라 원주민이 거주하고 있었다. 가디갈족은 현재의 달링 하버에서부터 서쪽으로 호를 그리며 포트잭슨만 남쪽을 따라 현재의 사우스헤드까지 뻗어 있는 땅에 살고 있었다. 캄메라이갈족은 시드니항 북부에 살았다. 완갈족은 패러매타강 남쪽 둑에서부터 로즈힐까지 이르는 지역에 살았다. 유어라인이 살았던 지역은 총체적으로 남쪽으로는 조지강, 서쪽으로는 패러매타에 이르기까지 포트잭슨만에 모여 살았다.

### 쿡의 포트잭슨만 명명
유럽인이 시드니항을 처음으로 발견한 때는 1770년 제임스 쿡 선장의 항해에서였다. 쿡은 영국 해군성의 해군경이자 함대재판관이었던 조지 잭슨의 이름을 따서 만의 이름을 붙였다. HMS 인데버가 시드니 해드랜즈를 지나 항해할 때 쿡은 일기에 "정오에 우리는 육지에서 약 2-3마일 떨어진 곳에 있었고 그곳엔 포트잭슨이라고 부르는 안전한 정박지가 보였다"라고 기록했다.

## 같이 보기
- 시드니항 국립공원
- 시드니의 다리 목록
- 시드니항의 만안 산업단지 목록
- 시드니의 지리
- 리차드 시디스
- 시드니 해군기지